# Mézère
Der Mézère ist ein kleiner Fluss im Zentralmassiv von Frankreich, der im Département Lozère der Region Okzitanien nordwestlich der Stadt Mende verläuft.

## Geografie

### Verlauf
Der Mézère entspringt nahe der Skistation Plaine Nature des Bouviers im nordöstlichen Gemeindegebiet von Saint-Denis-en-Margeride, verläuft generell Richtung Westsüdwest durch die Landschaft Margeride und mündet nach rund 16 Kilometern an der Gemeindegrenze von Fontans und Serverette als rechter Nebenfluss in die Truyère.

### Orte am Fluss
(Reihenfolge in Fließrichtung)
- Saint-Denis-en-Margeride
- Le Crouzet, Gemeinde Saint-Denis-en-Margeride
- Crouzet Plo, Gemeinde Les Laubies
- Chadoreilles, Gemeinde Fontans
- Chadenet, Gemeinde Serverette